# Teekenschool voor Kunstambachten

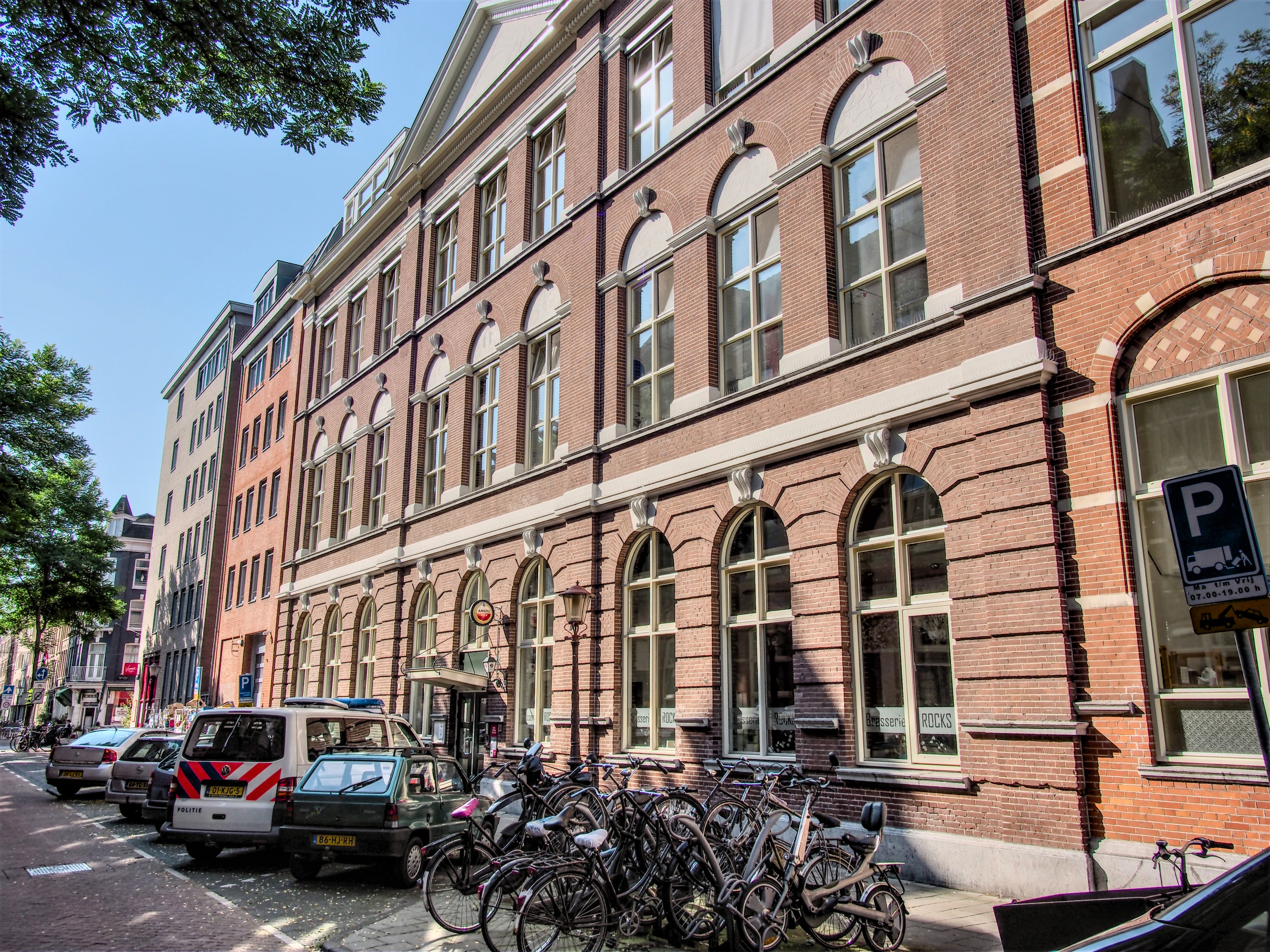
Het schoolgebouw aan de Da Costastraat

De Teekenschool voor Kunstambachten (1880-1924) was een Amsterdamse onderwijsinstelling. In 1922 werd de naam Middelbare school voor kunstambachten. Twee jaar later fuseerde de school met de Kunstnijverheidsschool Quellinus en de Dagteeken- en Kunstambachtsschool voor Meisjes tot het Instituut voor Kunstnijverheidsonderwijs Amsterdam, dat in 1968 de naam Gerrit Rietveld Academie kreeg.

## Geschiedenis
Voorloper van deze school was een in 1874 opgerichte tekenschool van de meubelmakers, schilders- en timmerliedenvereniging. In 1879 kwam vanuit de Amsterdamse afdeling van de Vereeniging ter bevordering van Fabriek- en Handwerksnijverheid in Nederland het plan om een nieuwe Teekenschool voor Kunstambachten op te richten. Doel was het verbeteren van het tekenonderwijs aan werklieden en het vormen van hun smaak en geschiktheid voor de beoefening van kunstnijverheid. De Quellinusschool bij het Rijksmuseum richtte zich in de ogen van de initiatiefnemers te veel op toekomstige patroons. De Teekenschool richtte zich specifiek op werklieden als beeldhouwers, behangers, boekbinders, metaalbewerkers, meubelmakers, schilders, smeden, stukadoors, timmerlieden en goud- en zilversmeden, die in staat moesten zijn een tekening of model te begrijpen om het werk onder toezicht van een patroon uit te voeren.
De totstandkoming van de school werd voorbereid door een commissie onder voorzitterschap van R.W.J.C. van den Wall Bake en met J.R. de Kruijff als secretaris. De financiering kwam van onder andere de stad Amsterdam, de Maatschappij tot Nut van 't Algemeen, de Kamer van Koophandel en de Provinciale Staten. De lessen startten op 23 november 1880 in een gebouw van een steenhandel aan de Lijnbaansgracht, bij de Hollandsche Manege, waar zo'n 100 leerlingen terecht kon. Het jaar erop werd een eigen gebouw neergezet aan de (Tweede) Jacob van Campenstraat, met ruimte voor 200 leerlingen. In 1891 is de school verplaatst naar de Da Costastraat, waar men 300 leerlingen kon onderbrengen. Er werden door de opleiding onder meer seizoenscursussen aangeboden en een avondcursus voor de volwassen werklieden.
In 1922 werd de naam van de Teekenschool gewijzigd in Middelbare school voor kunstambachten. In 1924 fuseerde de school met de Kunstnijverheidsschool Quellinus en de Dagteeken- en Kunstambachtsschool voor Meisjes tot het Instituut voor Kunstnijverheidsonderwijs Amsterdam, de huidige Gerrit Rietveld Academie. Het gebouw aan de Da Costastraat wordt gebruikt door het ROC van Amsterdam.

## Enkele docenten en alumni
Docenten
- Pieter Dupont
- Carl Geverding
- Willem Hendrik van Norden
- Kees Oosschot
- Georg Rueter
- Dirk de Vries Lam

Studenten
- Jan Balendong
- Jan Johannes Bosma
- Cornelis Brandenburg
- Wim ten Broek
- Jan van Deene
- Dirk Filarski
- Anton Fortuin
- Chris Hassoldt
- Chris van der Hoef

- Barend Jordens
- Willem Hendrik van Norden
- John Rädecker
- Adrianus Remiëns
- Jan Hendrik Roggeveen
- S.H. de Roos
- Jan Schultsz
- André Vlaanderen
- Frans Zwollo